# Хорхе Рафаел Видела
Хорхе Рафаел Видела (на испански: Jorge Rafael Videla) е командир на сухопътните войски на Аржентина и Президент на Аржентина от 1976 до 1981 г.
Той идва на власт след държавен преврат през 1976 г., чрез който е свалена Исабел Мартинес де Перон. През 1985 г., две години след възстановяването на правителството с представителна демокрация, той е изправен пред съда за широкомащабни нарушения на човешките права и престъпления срещу човечеството, които се провеждат при неговото управление и включващи отвличания, измъчвания и убийства на политически противници и активисти, както и техните семейства. Между 13 000 и 30 000 политически опоненти изчезват през този период. Освен това Видела е осъден за кражбата на много бебета, родени по време на пленничеството на майките им, и за предаването им за незаконно осиновяване от поддръжниците на режима. В своя защита, Видела твърди, че партизанките целенасочено са забременявали, вярвайки, че така ще избегнат да бъдат измъчвани или екзекутирани. На 5 юли 2010 г. Видела поема пълна отговорност за действията на армията по време на управлението си. Видела, също така, подслонява много нацистки бежанци (както прави и Хуан Перон преди него). Той е под домашен арест до 10 октомври 2008 г., когато е прехвърлен в затвор за военни.
На 5 юли 2012 г. Видела е осъден на 50 години затвор за систематичното отвличане на деца по време на управлението му. Умира на следващата година, след като пада под душа в затвора в Маркос Пас.

## Ранен живот
Хорхе Рафаел Видела е роден на 2 август 1925 г. в град Мерседес. Той е трети син на полковник Рафаел Еугенио Видела Бенголеа (1888 – 1951) и Мария Олга Редондо Охеа (1896 – 1986). Покръстен е, след като по-големите му братя умират от дребна шарка през 1923 г. Семейството му е известно в провинция Сан Луис и много от предците на Видела заемат високопоставени държавни постове. Дядо му, Хасинто, е губернатор на въпросната провинция от 1891 до 1893 г., а прапрадядо му, Блас Видела, се сражава във войните за независимост на испанските колонии в Америка, като по-късно става водач на Унитарната партия в Сан Луис.
На 7 април 1948 г. Хорхе Видела се жени за Алисия Ракел Хартридж, дъщеря на английски преподавател по физика в Аржентина и аржентински посланик в Турция. Двамата имат общо седем деца. Две от тях служат в аржентинската армия.

## Военна дейност
Видела се присъединява към Военния колеж на нацията (на испански: Colegio Militar de la Nación) на 3 март 1942 г. и го завършва на 21 декември 1944 г. с чин втори лейтенант. След повишение в пехотата, той се записва в друг военен колеж между 1952 и 1954 г., откъде излиза щабен офицер. Видела служи в министерството на отбраната от 1958 до 1960 г., след което заема ръководен пост във Военната академия до 1962 г. През 1971 г. е повишен на бригаден генерал и назначен от президента Алехандро Агустин Ланусе за ръководител на Националния военен колеж. В края на 1973 г. командирът на армията, Леандро Аная, назначава Видела за началник-щаб на армията. През юли-август 1975 г. Видела е ръководител на началник-щабовете на въоръжените сили на Аржентина. През август 1975 г. изпълняващата президентски функции Исабел Перон назначава Видела за главнокомандващ на армията.

## Преврат
След смъртта на президента Хуан Перон, вдовицата му и вицепрезидент Исабел става президент. Видела оглавява военен държавен преврат, с който тя е свалена от власт на 24 март 1976 г. на фона на безспирно насилие, безредици и икономически проблеми. Съставена е военна хунта, включваща него (глава на сухопътните сили), адмирал Емилио Масера (глава на военноморските сили) и бригаден генерал Орландо Рамон Агости (глава на военновъздушните сили). Два дни след преврата Видела официално поема длъжността президент на Аржентина.

## Диктатура
Военната хунта става печално известна с изчезванията на голям брой студенти. Хунтата поема властта през период на терористични нападения от марксистки групи, които са се активизирали след смъртта на Перон през юли 1974 г., и на насилствени отвличания, изтезания и убийства от крайната десница, предвождана от Хосе Лопес Рега (министър на общественото благополучие при режима на Перон). В края на 1974 г. Народната революционна армия установява фронт в провинция Тукуман, а армията на Аржентина мобилизира 5-а планинска бригада в антибунтовническа операция в провинцията. В началото на 1976 г. планинската бригада е подкрепена от 4-та парашутна пехотна бригада, която дотогава пази стратегически точки в град Кордоба от партизани.
Членовете на хунтата се възползват от партизанската заплаха, за да оправдаят преврата и да нарекат периода на управлението си „Процес на национална реорганизация“. Общо 293 служители на реда са убити в терористични актове на левицата в периода 1975 – 1976 г. Самият Видела се измъква на косъм от три опита за убийство между февруари 1976 г. и април 1977 г.
Министърът на правосъдието Рикардо Хил Лаведра, който е част от трибунала през 1985 г., осъждащ военните престъпления през Мръсната война, по-късно заявява: „Искрено вярвам, че повечето от жертвите на незаконните репресии са били партизани“. Около 10 000 партизани от Народната революционна армия и Монтерос изчезват. Всъщност, кампанията на репресиите се засилва след побеждаването на партизаните и именно през този период хунтата взима под прицел църквата, профсъюзите, хората на изкуството, интелектуалците, университетските преподаватели и студенти.
Според доста оценки, между 15 и 30 хиляди аржентинци изчезват, след като са били задържани от полицията или военните. Между 1500 и 4000 души са упоени, качени на военни летателни средства, съблечени голи и хвърлени в Ла Плата и Атлантическия океан. Между 10 и 12 хиляди от задържаните в лагери по време на диктатурата в крайна сметка са освободени под дипломатически натиск. Телата на убитите партизани са крити или унищожавани, за да се избегнат вътрешни и външни протести. Видела твърди, че партизанките нарочно са забременявали, вярвайки, че така няма да бъдат измъчвани или екзекутирани. Децата, които те раждат в плен, им са отнемани и са осиновявани незаконно от военни семейства. Идентичността им е крита в продължение на десетилетия.
Според организациите за човешките права в Аржентина, между 1900 и 3000 евреи са сред мишените на аржентинската военна хунта. Някои историци смятат, че това се дължи на факта, че по това време голяма част от евреите са привлечени от политическия активизъм и въоръжената съпротива. Оцелели евреи, обаче, твърдят, че са били взимани на мушка просто защото са били евреи.
Около 11 000 аржентинци впоследствие получават обезщетения от държавата, поради загуба на близък човек по време на военната диктатура. В политическо отношение, цялата законодателна власт е съсредоточена в ръцете на деветчленната хунта на Видела, а всеки важен пост в правителството е заеман от лоялен военен офицер.

## Конфликт с Чили
По време на режима на Видела, Аржентина отхвърля решение на арбитражния съд относно конфликта в протока Бигъл в южния край на Южна Америка и планира операция, целяща нахлуване на островите. Все пак, през 1978 г. папа Йоан Павел II открива процес по медиация. Неговият представител, Антонио Саморе, успешно предотвратява война.
Конфликтът не е окончателно решен, докато Видела все още е на власт. С възстановяването на демокрацията през 1983 г. е подписан договор за мир и дружба между двете държави, който утвърждава чилийския суверенитет над островите.

## Икономическа политика
Видела като цяло оставя икономическата политика в ръцете на министър Хосе Алфредо Мартинес де Хос, който въвежда политика на свободна търговия и дерегулация. По време на мандата му, външният дълг на страната нараства четирикратно, а неравенството между горната и долната класа се изостря. Периодът завършва с десеткратна девалвация и с една от най-тежките финансови кризи в аржентинската история.

## Публичен образ
Едно от най-големите предизвикателства за Видела е неговият образ в чужбина. Той приписва критиките относно човешките права на целенасочена антиаржентинска кампания. На 19 май 1976 г. Видела присъства на официален обяд с група аржентински интелектуалци, сред които Ернесто Сабато, Хорхе Луис Борхес, Орасио Естебан Рати (председател на Аржентинското дружество на писателите) и свещеника Леонардо Кастелани. Последният изразява пред Видела загрижеността си относно изчезването на писателя Аролдо Конти.
На 30 април 1977 г. Асусена Виляфор, заедно с още 13 жени, започват демонстрации на Пласа де Майо пред президентския дворец Каса Росада, искайки да знаят къде са изчезналите им деца.
В хода на разследване за правата на човека през септември 1979 г., Междуамериканската комисия по правата на човека осъжда правителството на Видела, цитирайки множество случаи на изчезвания и злоупотреба. В отговор на обвинението, хунтата наема рекламна агенция, която формулира рязък отговор: Los argentinos somos derechos y humanos („Ние, аржентинците, сме праведни и хуманни“). Лозунгът е принтиран върху 250 000 стикери за автомобилна броня, които са раздавани на шофьорите в Буенос Айрес. Това цели да се придаде вид на спонтанна подкрепа за хунтата.
Видела използва Световното първенство по футбол през 1978 г. за политически цели. Той цитира ентусиазма на аржентинските фенове за своя победоносен футболен отбор като доказателство за личната си популярност и тази на хунтата.
През юни 1980 г. Видела прави визита в Китай. Същата година Адолфо Перес Ескивел е награден с Нобелова награда за мир за това, че е оповестил много от аржентинските нарушения на човешки права.

## По-късен живот и смърт
Видела се отказва от властта в полза на Роберто Едуардо Виола на 29 март 1981 г. Военният режим се разпада, след като губи Фолкландската война през 1982 г. През 1983 г. е възстановена демокрацията. Новото правителство започва да повежда под отговорност високопоставени офицери, заради престъпления, извършени по време на диктатурата. Съдебният процес срещу хунтата започва през 1985 г. Самият Видела е обвинен в множество убийства, отвличания, изтезания и други престъпления. Осъден е на доживотен затвор и е освободен от армията през 1985 г.
Видела е в затвора в продължение на пет години. През 1990 г. президентът Карлос Менем помилва Видела и много други бивши членове на военния режим. Освен тях Менем помилва и партизанските командири, които са обвинени в тероризъм.
Видела за кратко е върнат в затвора през 1998 г., когато съдия го намира за виновен за отвличането на бебета по време на Мръсната война. Той излежава 38 дни в затвора, но поради здравословни проблеми преминава на домашен арест.
След избирането на президента Нестор Киршнер през 2003 г., в Аржентина се наблюдават широкомащабни усилия да се покаже незаконността на режима на Видела. Така правителството спира да признава Видела за законен президент на страната, а портретът му е премахнат от военните училища. На 6 септември 2006 г. съдия Норберто Оярбиде отсъжда, че помилванията на президента Менем са били противоконституционни. На 25 април 2007 г. федерален съд премахва помилването на Видела и възстановява обвиненията срещу него за нарушения на човешки права.
Той е изправен пред съда отново на 2 юли 2010 г. и е обвинен за смъртта на 31 души. Три дни по-късно Видела поема пълна отговорност за действията на армията по време на управлението си. На 22 декември 2010 г. е осъден на доживотен затвор. Веднага след процеса е наредено той да бъде прехвърлен в граждански затвор. На 5 юли 2012 г. Видела е обвинен и осъден на 50 години затвор за участието му в схема за отвличане на бебета от майките им, които са пленени от военния режим.
На 17 май 2013 г. Видела умира в съня си в затвора Маркос Пас. Аутопсията разкрива, че е починал вследствие множество фрактури и вътрешни кръвоизливи, след като се е подхлъзнал и паднал под душа на 12 май. С решение от 2009 г. на въоръжените сили му е отнето правото за военно погребение. Погребан е от семейството си. През целия си живот Видела е практикуващ римокатолик.